# Pieve di Santa Maria Assunta (Pignone)
La pieve di Santa Maria Assunta è un luogo di culto cattolico situato nel comune di Pignone, in via Campanile, in provincia della Spezia. La chiesa è sede della parrocchia omonima del vicariato della Bassa Val di Vara della diocesi della Spezia-Sarzana-Brugnato.

## Storia e descrizione

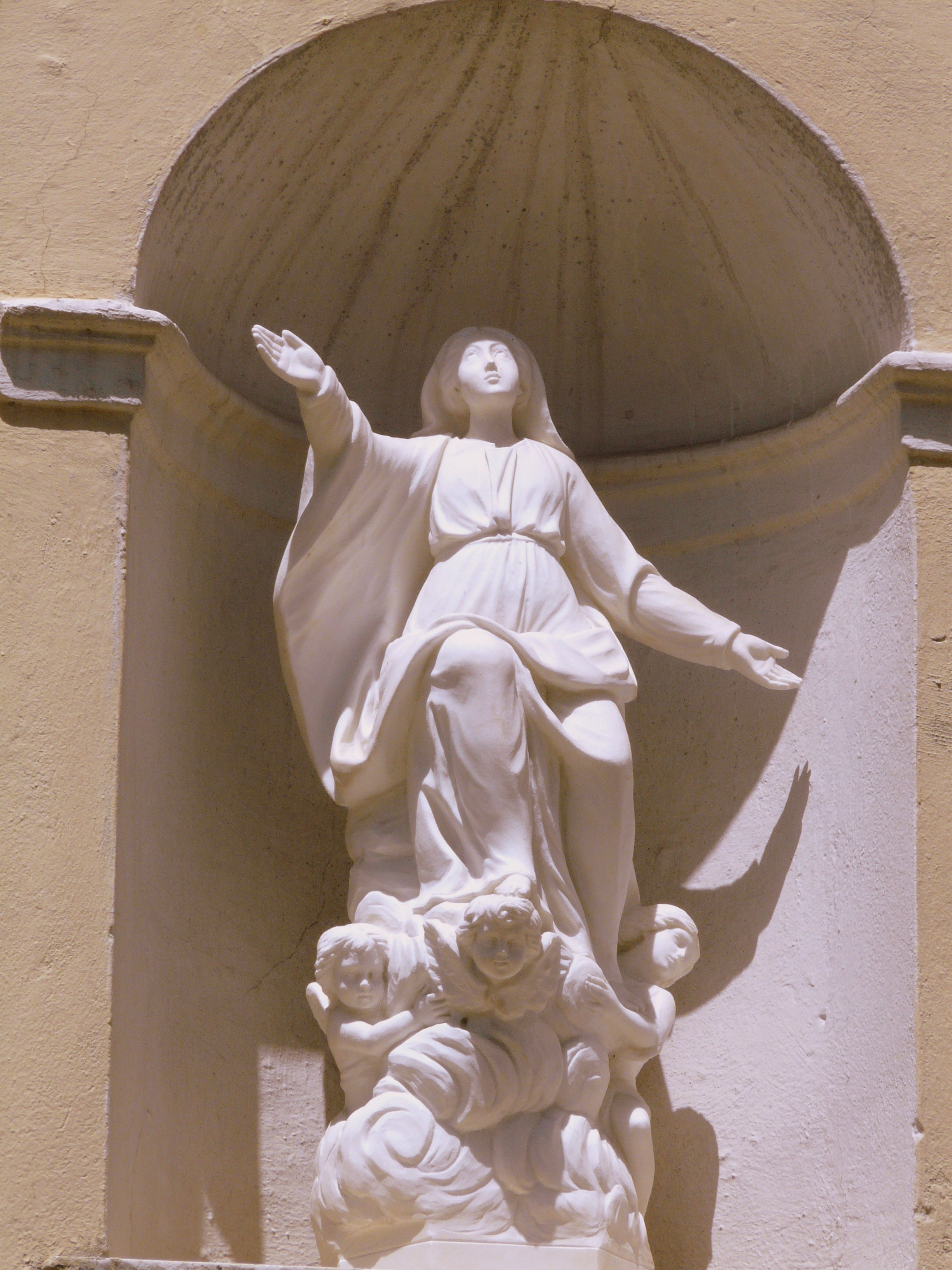
La statua dellAssunta sopra l'ingresso laterale della pieve

L'attuale edificio di culto fu edificato nel 1339 sulle fondamenta di un preesistente sito paleo romanico, databile all'anno 1000, e che nell'alto Medioevo, come pieve della diocesi di Luni, ebbe un'ampia giurisdizione nelle Cinque Terre.
La struttura subì nel corso del XVIII secolo rifacimenti, ampliamenti e una nuova fase decorativa con affreschi sul soffitto recentemente restaurati negli anni duemila del XXI secolo riportandoli agli antichi splendori.
La facciata, in pietra e in stile gotico, è a capanna con rosone e archetti pensili al coronamento. Sul portale è una lunetta con un bassorilievo marmoreo dedicato all' Assunzione della Vergine.
L'interno seicentesco della pieve è diviso in tre navate. 
Sull’altare di sinistra del presbiterio è collocato un crocifisso in marmo attribuito a Giovanni Antonio Amadeo, scultore e architetto di area lombarda, dell’ultimo quarto del XV secolo. 
Il campanile utilizza una torre quadrangolare, forse risalente al IX secolo.